# Mercedes-Benz L 319

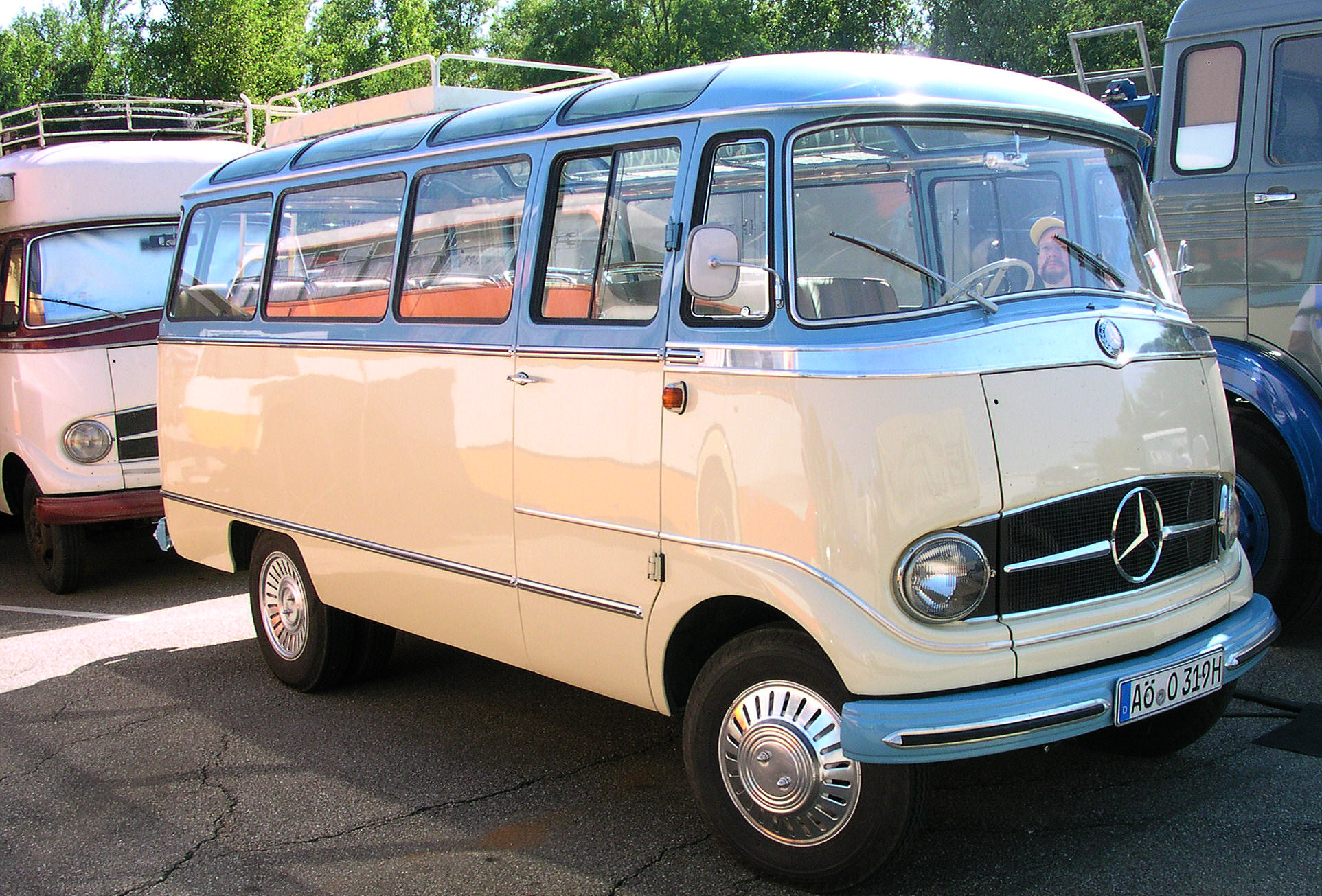
Mercedes-Benz O 319 Kleinbus mit Dachrand-Verglasung

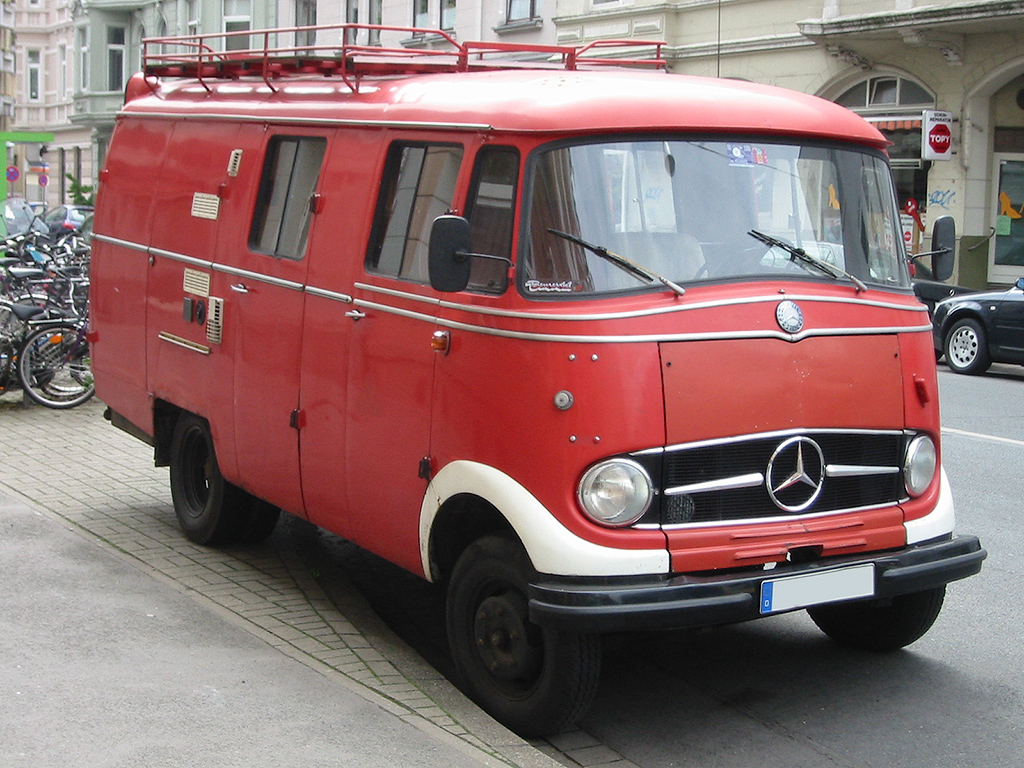
Mercedes-Benz L 319 als Feuerwehrfahrzeug LF 8

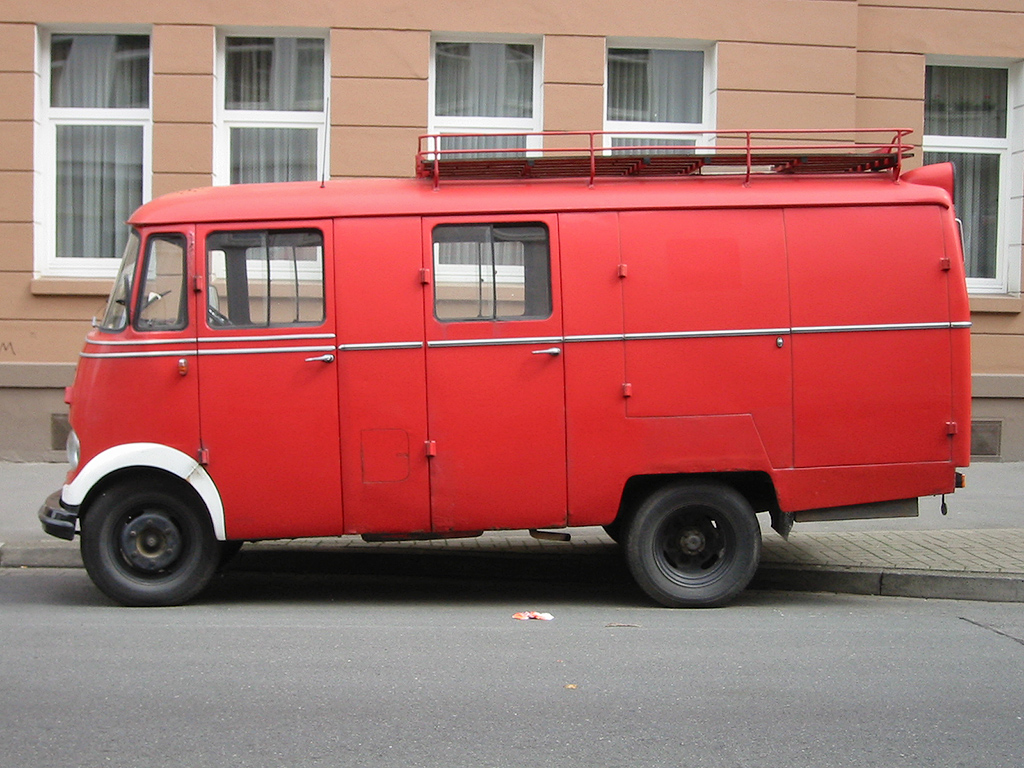
Feuerwehrfahrzeug in der Seitenansicht

Der Mercedes-Benz L 319 war ein Kleintransporter von Daimler-Benz mit einem zulässigen Gesamtgewicht von 3,6 Tonnen. Das nach seiner internen Konstruktionsnummer benannte Fahrzeug wurde von 1955 bis 1968 gebaut und schloss nach dem Zweiten Weltkrieg die Lücke, die im Jahr 1941 mit der Einstellung des Typs L 1100 entstanden war. Der L 319 war das erste als Mercedes-Benz-„Transporter“ angebotene Fahrzeug und wurde vom 1967 vorgestellten „Düsseldorfer Transporter“ (Mercedes-Benz T 2) abgelöst.

## Vorgeschichte und Einordnung
Mitte der 1950er Jahre war Daimler-Benz sowohl in der Pkw- wie auch der Lkw-Sparte gut aufgestellt, wobei im Mercedes-Benz-PKW-Programm für den gewerblichen Einsatz auch Kombinationskraftwagen und Lieferwagen (Kastenwagen) enthalten waren. Das Angebot an reinen Nutzfahrzeugen begann jedoch erst mit dem leichteren Hauben-Lkw L 3500 beziehungsweise L 311 mit 3,5 Tonnen Nutzlast. In dem von VW-Transporter, Ford FK 1000, Borgward B 1000/1500 und Opel Blitz abgedeckten Marktsegment von 0,8 bis 1,5 t Nutzlast war Daimler-Benz nicht vertreten.

## Historie der Baureihe
Der L 319 wurde im September 1955 auf der IAA als „Schnell-Lastwagen“ (nicht zu verwechseln mit dem DKW-Schnellaster) unterhalb der 7,5-Tonnen-Klasse vorgestellt. Er war anfangs nur mit dem Dieselmotor aus dem Pkw 180 D lieferbar, der aus 1,8 Litern Hubraum 43 PS leistete. Später war auch der Ottomotor aus dem 180 a mit 1,9 Liter Hubraum und 65 PS erhältlich. Die Baureihe war bei 3,6 bis 3,9 Tonnen Gesamtgewicht für eine Nutzlast zwischen 1,6 und 1,9 Tonnen ausgelegt und konnte als Kasten-, Pritschenwagen und Tiefpritsche, als Fahrgestell für externe Aufbauten sowie als Kleinbus (O 319) geordert werden. Das Fahrzeug war, damals neu für ein Fahrzeug dieser Klasse, als Frontlenker mit abgerundetem Fahrerhaus konzipiert; geschlossene Aufbauten wie Kasten und Bus waren mittragend, die Pritschen und Fahrgestelle mit Fahrerhäusern auf einem Leiterrahmen ausgeführt. Der Motor war vorn zwischen den Sitzen angeordnet; der Antrieb erfolgte auf die Hinterräder. Die Technik mit Starrachsen vorn und hinten sowie Blattfedern war schon für damalige Verhältnisse einfach konstruiert.

## Fertigung
Die Fertigung erfolgte anfangs in den Daimler-Benz-Werken Stuttgart-Untertürkheim für die Kasten- und Pritschen-Lkw und in Mannheim für die Busse. Die Produktion wurde 1963 in das Werk Düsseldorf der Auto Union GmbH verlegt (Anm.: von 1958/1959 bis 1964 gehörte die Auto Union GmbH zur Daimler-Benz AG). 1963 wurden im Rahmen einer Neuordnung der Modellbezeichnungen des Daimler-Benz-Lkw-Programms, die einheitlich Nutzlast und Motorleistung angeben sollten, der L 319 in L 407 und der L 319 D in L 405 umbenannt (4 t mit 70 bzw. 50 PS/51 bzw. 37 kW). Mit einer Ergänzung des Motorenprogramms kamen auch die Typen L 406 und L 408 auf den Markt, deren Nachfolger zunächst dieselben Bezeichnungen erhielten. Der L 406 besitzt einen leistungsgesteigerten Dieselmotor des Typs OM 621 mit 54 PS (40 kW), der 408 einen leistungsgesteigerten M-121-Ottomotor mit 80 PS (59 kW).

## Markterfolg
Bedeutendste Wettbewerber des Mercedes-Benz L 319 waren der Opel Blitz und der Hanomag Kurier. Obwohl er in diesem Segment ein Neuling war und trotz seiner simplen Konstruktion und seines bescheidenen Komforts konnten über 140.000 Fahrzeuge abgesetzt werden. Die Produktion endete 1967; Nachfolger war der noch erfolgreichere Mercedes-Benz T 2 („Düsseldorfer Transporter“).

## Technische Daten
|                          | L 319 | L 319 D |
| Bauzeitraum              | 1955 bis 1968 (mit Ottomotor ab 02.1957)                                                                              | 1955 bis 1968 (mit Ottomotor ab 02.1957) |
| Hersteller               | Daimler-Benz | Daimler-Benz |
| Motor                    | Ottomotor M 121 | Dieselmotor OM 636 (bis 1961) Dieselmotor OM 621 (ab 1961)                                                                                    |
| Bohrung × Hub            | 85 × 83,6 mm 87 × 83,6 mm (ab 1965)                                                                                   | 75 × 100 mm (OM 636) 87 × 83,6 mm (OM 621) |
| Hubraum                  | 1897 cm³ 1988 cm³ (ab 1965)                                                                                           | 1767 cm³ (OM 636) 1988 cm³ (OM 621) |
| Nennleistung             | 48 kW / 65 PS bei 4500 min−1 (bis 1961) 50 kW / 68 PS bei 4400 min−1 (ab 1961) 59 kW / 80 PS bei 5000 min−1 (ab 1965) | 32 kW / 44 PS bei 3500 min−1 (OM 636, bis 1961) 37 kW / 50 PS bei 4000 min−1 (OM 621, ab 1961) 40 kW / 55 PS bei 4350 min−1 (OM 621, ab 1965) |
| Maximales Drehmoment     | 125 Nm bei 2500 min−1 (bis 1961) 129 Nm bei 2500 min−1 (ab 1961)                                                      | 98 Nm bei 1500 min−1 (OM 636, bis 1961) 108 Nm bei 2200 min−1 (OM 621, ab 1961) 113 Nm bei 2400 min−1 (OM 621, ab 1965)                       |
| Höchstgeschwindigkeit    | 95 km/h (bis 1961) 100 km/h (ab 1961) 110 km/h (ab 1965)                                                              | 80 km/h (bis 1961) 90 km/h (ab 1961) 95 km/h (ab 1965)                                                                                        |
| Getriebe                 | 4 Vorwärtsgänge, 1 Rückwärtsgang                                                                                      | 4 Vorwärtsgänge, 1 Rückwärtsgang |
| Elektrische Anlage       | 12 V; 84 Ah | |
| Länge / Breite / Höhe    | 4820 mm / 2080 mm / 2365 mm                                                                                           | 4820 mm / 2080 mm / 2365 mm |
| Radstand                 | 2850 mm (Bus, Kastenwagen, Pritschenwagen) oder 3600 mm (nur Pritschenwagen oder Fahrgestell)                         | 2850 mm (Bus, Kastenwagen, Pritschenwagen) oder 3600 mm (nur Pritschenwagen oder Fahrgestell)                                                 |
| Bereifung                | 6,00–16 extra | |
| Leergewicht              | 1975 kg (Kastenwagen) 1825 kg (Pritschenwagen)                                                                        | 1975 kg (Kastenwagen) 1825 kg (Pritschenwagen)                                                                                                |
| Nutzlast                 | 1625 kg (Kastenwagen) 1775 kg (Pritschenwagen)                                                                        | 1625 kg (Kastenwagen) 1775 kg (Pritschenwagen)                                                                                                |
| Zulässiges Gesamtgewicht | 3600–3900 kg | 3600–3900 kg |